# والری واسیلیف
والری واسیلیف (روسی: Валерий Иванович Васильев؛ ۳ اوت ۱۹۴۹ – ۱۹ آوریل ۲۰۱۲) بازیکن هاکی روی یخ اهل روسیه بود.
وی همچنین برندهٔ جوایزی همچون نشان دوستی شده‌است.